# Operación Ranch Hand

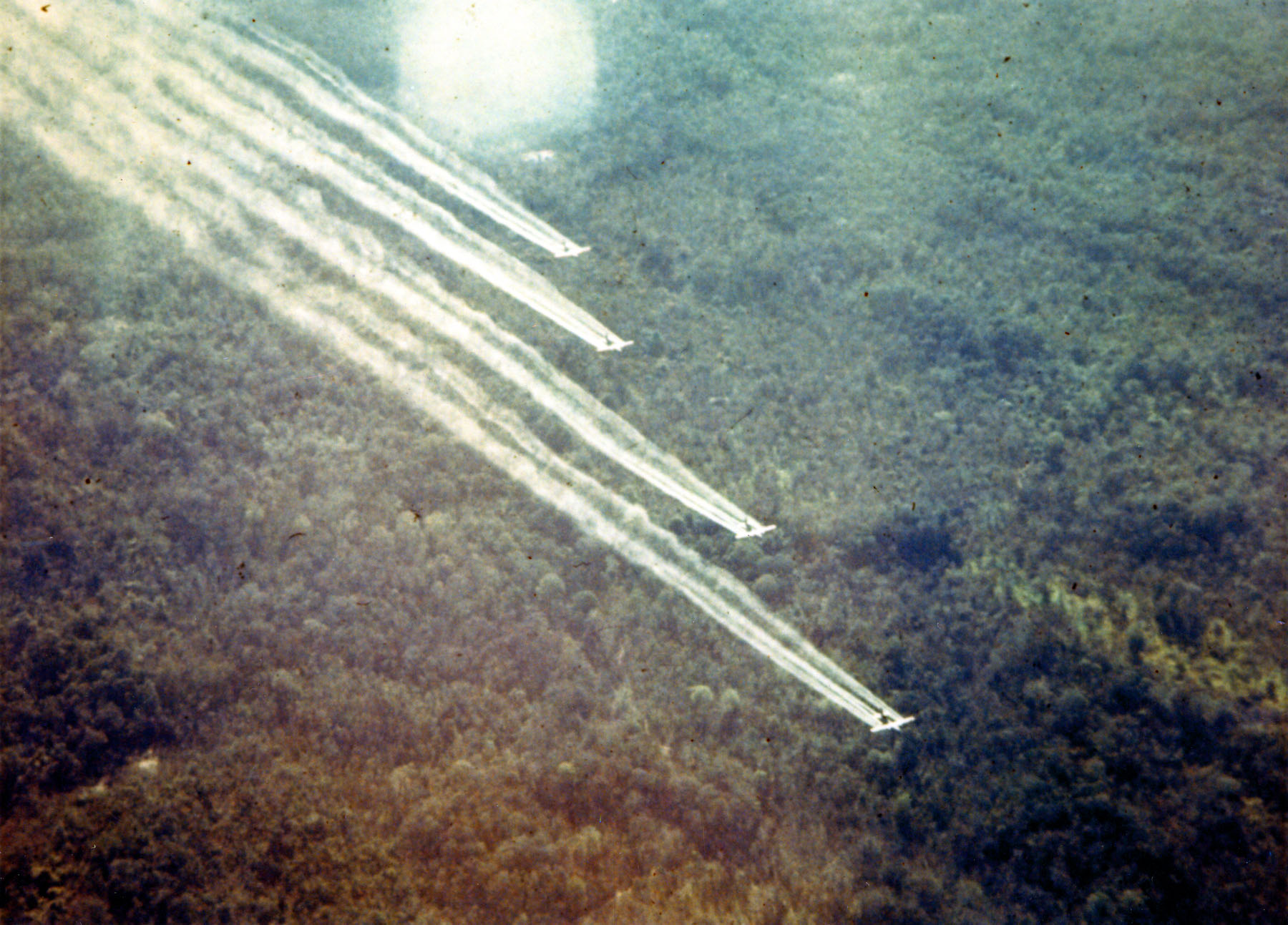
Aviones C-123 Provider lanzando defoliantes sobre Vietnam durante la operación Ranch Hand

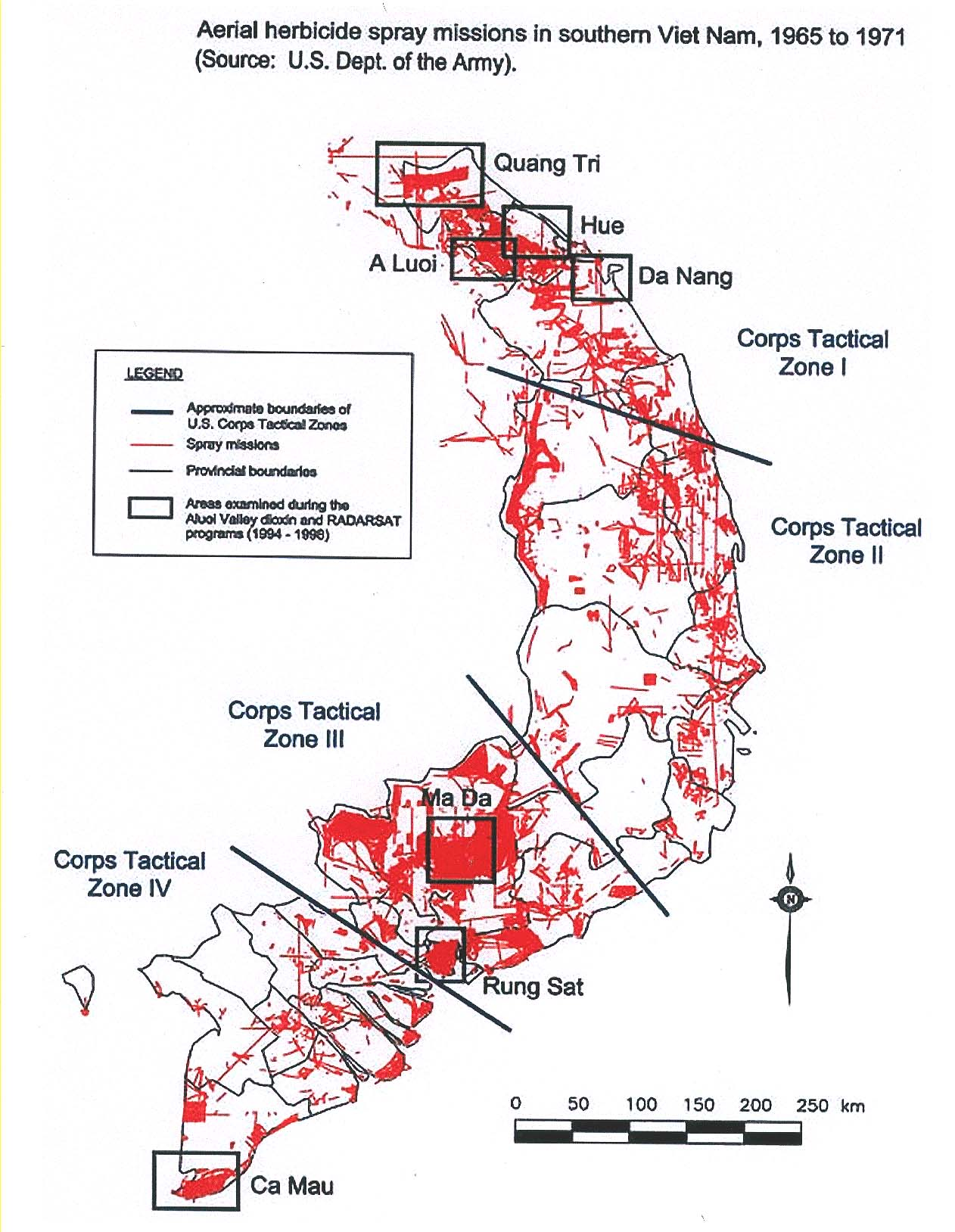
Mapa de Vietnam del Sur del ejército estadounidense donde se detalla en rojo las zonas gaseadas con herbicidas entre 1965 y 1971

La Operación Ranch Hand fue una operación militar estadounidense durante la guerra de Vietnam que se extendió desde 1962 hasta 1971. En gran parte inspirada en el uso británico de químicos como 2,4,5-T o el ácido 2,4-diclorofenoxiacético durante la llamada «Emergencia Malaya» de la década de 1950, Ranch Hand fue parte de un programa de guerra química en Vietnam llamado operación Trail Dust. En el transcurso de la operación se rociaron más de 80 millones de litros de defoliantes y herbicidas sobre zonas rurales de Vietnam del Sur en un intento por privar al Frente Nacional de Liberación de Vietnam (más conocido como Viet Cong) de alimentos y la vegetación que les proporcionaba cobertura. Áreas de países vecinos como Laos y Camboya también se pulverizaron en menor medida. Entre 1961 y 1971 se registraron cerca de 20 000 vuelos de combate.
El nombre de la operación se basó en los lemas «Ranch Handers» y «Only you can prevent a forest», eslóganes muy populares utilizados por la mascota «Smokey Bear», creada por el Servicio Forestal de los Estados Unidos para concienciar a la población sobre el cuidado de los bosques y el peligro de los incendios forestales. Durante los diez años de operación, más de 20 000 kilómetros cuadrados de bosque y 2000 kilómetros cuadrados de cultivos fueron fuertemente dañados o destruidos. Alrededor del 20 % de los bosques de Vietnam del Sur fueron pulverizados al menos una vez.
Los herbicidas eran arrojados por aviones Fairchild C-123 Provider de la Fuerza Aérea de Estados Unidos que utilizaban el nombre en clave «Hades». A los aviones se los equipaba con tanques especialmente desarrollados para ese cometido y con una capacidad de unos 4000 litros de herbicidas, de esta forma un avión podía rociar una franja de tierra de 80 metros de ancho y 16 kilómetros de largo en apenas cuatro minutos y medio, a un ritmo de unos doce litros por algo menos de media hectárea. Normalmente para las operaciones, grupos de entre tres y cinco aviones despegaban y volaban paralelos mientras lanzaban los químicos. El 95 % de todos los herbicidas y defoliantes utilizados en la guerra de Vietnam por Estados Unidos se usaron en esta operación. El 5 % restante lo utilizó el Cuerpo Químico de Estados Unidos, otras ramas militares y la República de Vietnam (Vietnam del Sur), que utilizaba camiones, helicópteros, barcos o pulverizadores manuales, sobre todo alrededor de las instalaciones militares estadounidenses. De entre los productos químicos utilizados, conocidos como «herbicidas arco iris» y fabricados en su mayoría por Dow Chemical y Monsanto, destacaron por volumen el Agente Naranja y el Agente Blanco.
El uso de estas sustancias en la guerra de Vietnam fue desde el principio polémica y tuvo que enfrentarse a las críticas de grupos ecologistas y de la comunidad científica.